# تبرزين (فرقاطة حربية)
فرقاطة تبرزين: هي سفينة هجومية سريعة إيرانية من طراز كامان تخدم في الأسطول الجنوبي لبحرية جمهورية إيران الإسلامية. في 1 ديسمبر 2013م، تم إدخال فرقاطة تبرزين إلى الخدمة مرة أخرى بعد عملية إصلاح شاملة استغرقت 30 شهراً. تبلغ سرعتها 36 عقدة (67 كيلومتر/ ساعة). وتعمل بـ 4 محركات ديزل من طراز (MTU 16V538 TB91)، شاركت هذه الفرقاطة بعمليات عسكرية أثناء حرب الخليج الأولى (1980-1988) ومنها عمليتا (اشكان ومرواريد). وذكرت وسائل إعلام إيرانية أن الفرقاطة الحربية القاذفة للصواريخ تبرزين شاركت أيضاً في فبراير 2019م في المناورات البحرية (الولاية 97)، حيث أطلقت صاروخين كروز من طراز قادر وقدير على الأهداف المحددة بنجاح. يُذكَر أن تقريراً أمريكياً صدر في 11 أيلول/ سبتمبر 2008م، أكد أن (معهد واشنطن لسياسة الشرق الأدنى) قال في تقرير له، إنه خلال العقدين الماضيين منذ فرض العراق الحرب على إيران، تفوقت الجمهورية الإسلامية في القدرات البحرية وأصبحت قادرة على شن حرب فريدة غير متكافئة ضد قوات بحرية أكبر. ووفقاً للتقرير، فقد تحولت البحرية الإيرانية إلى قوة ذات دوافع عالية، ومجهزة تجهيزاً جيداً، وممولة بشكل جيد، وتسيطر فعلياً على شريان حياة النفط في العالم، وهو مضيق هرمز.

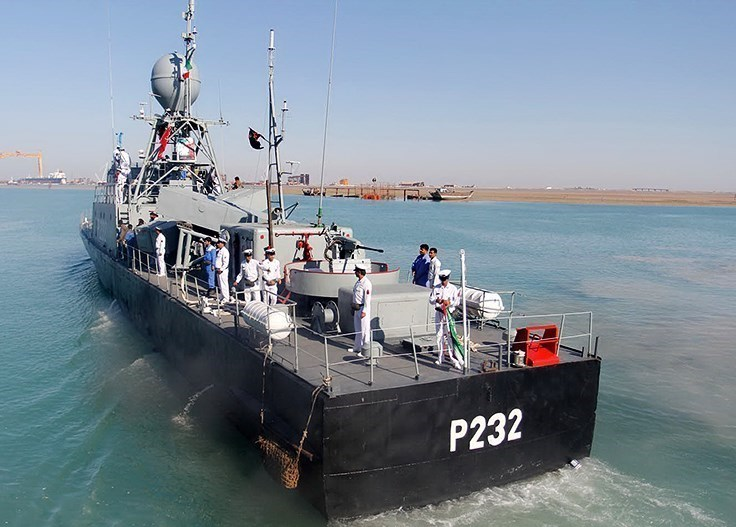
الفرقاطة الحربية الإيرانية القاذفة للصواريخ تبرزين عام 2019م

## الإنضمام للبحرية الإيرانية
في عام 2013م، إنضمت الفرقاطتان الراجمتان للصواريخ (تبرزين ونيزه) والفرقاطة اللوجستية (سيرجان) لاسطول القوة البحرية الايرانية. وذلك برعاية القائد العام لجيش الجمهورية الإسلامية الإيرانية اللواء عطاء الله صالحي، ويأتي إنضمام الفرقاطات نيزة وتبرزين وسيرجان للقوة البحرية التابعة للجيش الإيراني بعد إخضاعها لمختلف مراحل الصيانة الأساسية والتطوير والرقي بقدراتها الدفاعية. وحضر المراسم أيضاً قائد القوة البحرية الأدميرال حبيب الله سياري وحشد من قادة ومسؤولي وكوادر القوة البحرية الإيرانية، في المنطقة البحرية الثانية في بوشهر جنوب جمهورية إيران. وكانت الفرقاطتان تبرزين ونيزه قد إنضمتا إلى القوة البحرية الإيرانية في العام 1981م، وشاركتا في العديد من العمليات خلال فترة الحرب العراقية الإيرانية (1980-1988) ومنها عمليتا "اشكان" و"مرواريد" وكذلك التصدي للقطع البحرية والطائرات الحربية العراقية.

## المواصفات
تتصف الفرقاطة الهجومية الإيرانية تبرزين، بأنها مركبة هجومية سريعة من طراز كامان. تبلغ سرعتها 36 عقدة (67 كيلومتر/ ساعة)، اما طولها فيبلغ 47 متر (154 قدماً و2 بوصة)، وعرضها يبلغ 7.1 متر (23 قدماً و4 بوصات)، وإزاحتها تبلغ 249 طن قياسي، وبحمولة كاملة 275 طن. وتعمل بـ 4 محركات ديزل من طراز (MTU 16V538 TB91)، بقوة 14400 حصان (10.7 ميجاوات).

## التسليح
بعد عمليات التحديث والتطوير التي أُجريَت على الفرقاطة العسكرية تبرزين القاذفة للصواريخ وخاصةً عملية التجديد والتحديث الشاملة التي أُجريَت عليها وانتهت عام 2013م، تم تزويدها بمدافع رشاشة حديثة إيرانية الصنع، بالإضافة إلى تزويدها بمجموعة مختلفة من الصواريخ والمدافع المتطورة والرادارات. كما وتم تجهيزها بصواريخ نور البحرية، وكذلك صواريخ قادر وقدير الإيرانية، والتي اختبرتها الفرقاطة بنجاح خلال مناورات الولاية 97. وهذه أهم الأسلحة التي تم تنصيبها على فرقاطة تبرزين القاذفة للصواريخ:
- منظومات الصواريخ إيرانية الصنع وبمديات مختلفة.
- تنصيب مدافع أرض-أرض وأرض-جو مزدوجة الغرض تم تصنيعها من قِبَل الصناعات الإيرانية ووزارة الدفاع الإيرانية من عيار 76 مليمتر، و40 مليمتر.[9][10]
- صاروخ قادر البحري الذي أطلقته الفرقاطة بنجاح عام 2019م. ويُعرَف قادر بأنه صاروخ إيراني الصنع، مضاد للسفن والأهداف البحرية، أُعلِنَ عنه في 2011/8/23 ويبلغ مداه 300 كيلومتر، كما وتم افتتاح خط إنتاج صواريخ كروز البحرية قادر من قِبَل وزير الدفاع وإسناد القوات المسلحة الإيرانية العميد أحمد وحيدي، وقد تم تسليم خط الإنتاج هذا إلى القوات البحرية في الجيش والقوات البحرية في الحرس الثوري الإيراني.[11][12][13]

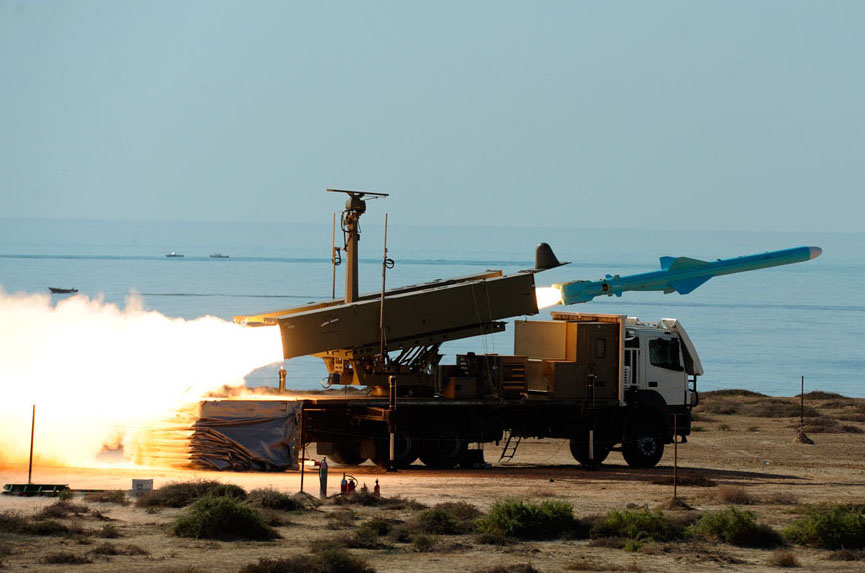
إطلاق صاروخ قادر في مناورات الولاية-90 البحرية، وهو أحد الصواريخ الإيرانية التي تم تنصيبها على الفرقاطة الحربية تبرزين

- صاروخ قدير الذي أطلقته الفرقاطة بنجاح عام 2019م. هو صاروخ كروز بحري بعيد المدى والمضاد للقطع البحریة. جيلٌ جديد من صواريخ كروز الإيرانية تم تصمیمه وإنتاجه على ید الخبراء والمختصین الإيرانیین فی منظمة الصناعات الجوفضائیة التابعة لوزارة الدفاع الإيرانية ويبلغ مداه 300 كيلومتر وهو قادر على إصابة الأهداف البحرية بدقة عالية ويتميز بقدرة تدميرية هائلة. تم إزاحة الستار عنه في يوم الأحد 24 أغسطس 2014م في معرض لوزارة الدفاع الإيرانية برعاية الرئیس الإيراني حسن روحاني.[14][15][16][17][18][19] ويُعتبَر صاروخ قدير الأبعد مدى من بين صواريخ كروز البحرية الإيرانية، إذ يبلغ مداه 300 كيلومتر، ما يوفر مسافة عملياتية مناسبة للدفاع عن سواحل البلاد، فضلاً عن تهديد سواحل العدو.[20]

- صاروخ نور البحري الإيراني والذي تم تزويد الفرقاطة تبرزين بهذا الطراز. وصاروخ نور هو صاروخ كروز إيراني الصنع يعمل بالوقود الصلب وهو من الصواريخ الإيرانية المعروفة والتي قامت البحرية الإيرانية بصناعته عام 2005م.[21] ويصل مدى النسخة الإيرانية إلى 120 كيلومتر، وفي نماذج أخرى أكثر من 220 كيلومتر.[22] يُطلَق هذا الصاروخ من المنصات الأرضية والبارجات والمقاتلات كما واستطاع الإيرانيون تزويد الهيليكوبترات بهذا الصاروخ المتطور والتي تكون نسبة إصابة الصاروخ للهدف 98 بالمائة.[23]

- تنصيب مدفع فجر إيراني الصنع. فقد تم تنصيب مدفع فجر-27 عيار 76 ملم على الفرقاطة تبرزين. وهو أحد أكثر المدافع البحرية تطوراً في العالم، فهو من الأسلحة الأوتوماتيكية الذكية ذات الإستخدامين إيراني الصنع.[24][2] والقادر على ضرب أهداف جوية وبحرية في الوقت نفسه، حيث يتميز بكثافة النيران بمعدل إطلاق النار 120 أطلاقة في الدقيقة الواحدة.[25] وتُعتبَر جمهورية إيران ثالث دولة في العالم تصنع هذا المدفع المتطور بعد كلٌ من الولايات المتحدة الأمريكية وإيطاليا اللتان تمتلكان تكنولوجيا صنع مثل هذه المدافع. وقد استغرق العمل عليه من قِبَل المهندسين والخبراء الإيرانيون مدة 6 سنوات. وتم تدشين الخط الإنتاجي لمدفع فجر - 27 سنة 2006م بوزارة الدفاع الإيرانية.[26] ويبلغ مدى المدفع 17 كيلومتر.[2] وهو قادر على إستهداف وتدمير البوارج والزوارق السريعة وقطع البحرية التابعة للعدو إضافةً إلى الأهداف الجوية والصواريخ التي تُطلَق صوب الأهداف البحرية على إرتفاع (23 ألف قدم) فوق سطح البحر.[27]

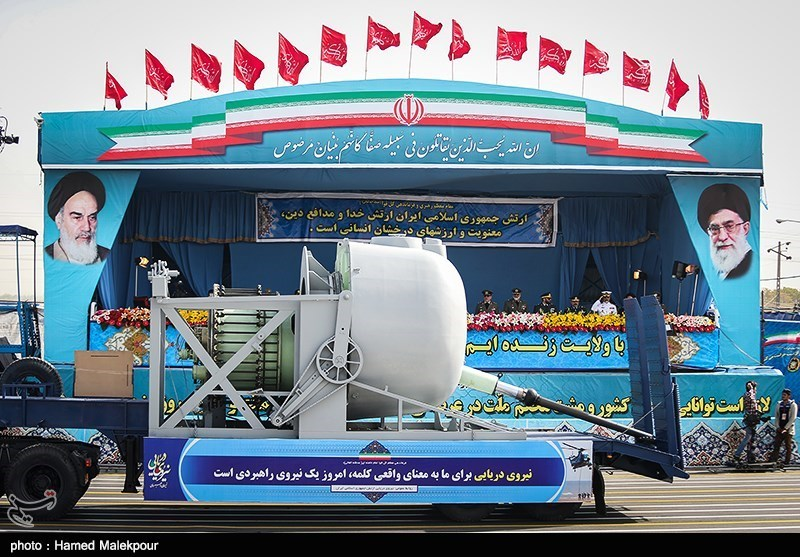
مدفع فجر-27 الإيراني

## إطلاق الفرقاطة لصواريخ قادر وقدير البحرية
في عام 2019م، تمكنت الفرقاطة الحربية تبرزين ومدمرة الشهيد الأدميرال نقدي من إطلاق صاروخي كروز (قادر وقدير) ودمرتا بهما الأهداف البحرية بنجاح. وذلك بمناورات (الولاية 97) للقوة البحرية لجيش الجمهورية الإيرانية يوم السبت 23 شباط/ فبراير 2019م. وهو اليوم الثاني للمرحلة النهائية لهذه المناورات العسكرية. كما قامت المنظومة الصاروخية ساحل–بحر بإطلاق صاروخ قادر أصابت به هدفها في البحر. ووفقاً لهذا التقرير، يمكن إطلاق صواريخ قادر بمدى 250 كيلومتر، وقدير بمدى 300 كيلومتر من السفن الحربية والمنظومات الصاروخية الساحلية والوسائل الطائرة. يذكر ان مناورات الولاية 97 تجري لمدة في منطقة تبلغ مساحتها مليوني كيلومتر مربع، ولمدة 3 أيام في قسم كبير من سواحل جمهورية إيران الجنوبية في منطقة مكران، بدءاً من شرق مضيق هرمز وسواحل بحر عمان حتى مدار 10 درجة في شمال المحيط الهندي.

## عمليات التحديث والتطوير
خضعت الفرقاطتان الحربيتان (تبرزين ونيزه) لعمليات تحديث وتطوير شاملة والتي إنتهت عام 2013م. وقد استغرقت عمليات الصيانة الأساسية للفرقاطتين (تبرزين ونيزه) 30 شهراً من العمل المفيد، (مليون و 963 ألف شخص/ ساعة، ومليونين و 672 ألف شخص/ ساعة على التوالي). ومن أهم الإجراءات التي أُنجِزَت لتعزيز القدرات الدفاعية لهاتين الفرقاطتين، نصب وتدشين منظومة إطلاق الصاروخ نور البحري الإيراني بمدى نحو 120 كيلومتراً، ومنظومة إطلاق الصاروخ قادر بمدى نحو 200 كيلومتر، ومدفع فجر-27 عيار 76 مليمتراً وربطها بمنظومة التحكم الشامل بالنيران. ومن الإجراءات الأخرى التي أُنجِزَت لهاتين الفرقاطتين، نصب وتدشين رادار الملاحة البحرية، تعمير وتحديث نظام القيادة وتنفيذ عمليات التعمير الأساسية، نصب وتدشين 3 محركات أساسية ومولدين أساسيين.

## مشاركة الفرقاطة في المناورات البحرية بين روسيا والصين وإيران
في عام 2022م، أعلنت وزارتا الدفاع الروسية والإيرانية إنطلاق مناورات بحرية مشتركة مع الصين في المحيط الأطلسي وبحر عمان. وشاركت جمهورية إيران بقِطَع بحرية تابعة للجيش والحرس الثوري الإيراني، من بينها الفرقاطة تبرزين، ومدمرات دانا وجماران والشهيد نقدي، بالإضافة إلى سفينة الشهيد ناظري. وقالت وزراة الدفاع الروسية إن المناورات تتضمن عمليات تكتيكية متنوعة في إطار تعزيز أمن التجارة البحرية الدولية، ومكافحة الإرهاب البحري والقراصنة، وتبادل المعلومات في مجالات البحث والإنقاذ، وتبادل الخبرات. إن هذه المناورات تنفذ تحت شعار (معاً من أجل الأمن والسلام)، على مساحة 17 ألف كيلومتر مربع في الأجزاء الشمالية من المحيط الأطلسي. وتعرف هذه المناورات بإسم "الحزام الأمني البحري 2022"، وهي الثالثة التي تنفذها الدول الثلاث، وهدفها ضمان الأمن والاستقرار، وتعزيز التعاون بين الدول المشاركة، وإظهار قدرتها على حماية أمن الملاحة البحرية. يُذكَر أن الصين وروسيا وإيران بدأت التدرييات البحرية المشتركة في 2019م. وتشارك في التدريبات قوات بحرية من القوات المسلحة الإيرانية والحرس الثوري، وتشمل تدريبات متنوعة مثل إنقاذ سفينة تحترق، وتحرير سفينة مخطوفة،وإطلاق النار على أهداف جوية في الليل. وهذه التدريبات العسكرية هي الثالثة، بمشاركة السفن الحربية والطائرات التابعة للقوات البحرية للدول الثلاث المذكورة، منذ إنطلاق "الحزام الأمني البحري" الأول في ديسمبر/ كانون الأول 2019م. وفي سياق متصل، قالت وزارة الدفاع الروسية -في بيان- إن قوات الأسطول الروسي بقيادة قائد القوات البحرية الأدميرال نيقولاي يفمينوف ستجري مناورات في جميع مناطق مسؤوليتها بين شهري يناير/ كانون الثاني، وفبراير/ شباط. ووفقاً لوزارة الدفاع، سيشارك في التدريبات نحو 10 آلاف جندي، و140 سفينة حربية وسفن دعم، وأكثر من 60 طائرة، وألف وحدة من المعدات العسكرية. وأشار بيان وزارة الدفاع إلى أن الإتجاه الرئيسي للمناورات هو التدريب على إجراءات القوات البحرية والقوات الجوية لحماية المصالح الوطنية الروسية في المحيطات، وكذلك لمواجهة التهديدات العسكرية ضد روسيا من المحيطات.https://www.aljazeera.net/politics/2022/1/20/%D8%A7%D8%A7-753

## ردود أفعال
إيران
وفقاً لوكالة إرنا الإيرانية، قال المتحدث بإسم مناورات (الحزام الأمني البحري 2022) التي شاركت فيها الفرقاطة تبرزين، الأدميرال مصطفى تاج الدين "إن الهدف من المناورات هو تعزيز الأمن في المنطقة والتعبير عن حسن النوايا وقدرات الدول الثلاث في الدعم المشترك للسلام العالمي والأمن البحري وإيجاد مجتمع بحري ذي مستقبل مشترك. وأضاف الأدميرال تاج الدين، ان هذه المناورات تجري للعام الثالث بين إيران وروسيا والصين وستتواصل خلال الأعوام القادمة، موضحاً أن مناورات هذا العام تجري تحت شعار (معاً من أجل الأمن والسلام)، على مساحة 17 ألف كيلومتر مربع.

## مواضيع ذات صلة
- معدات القوات المسلحة الإيرانية
- دماوند (فرقاطة)
- فرقاطة نوع ألوند
- حادث سفينة كونارك
- غواصة غدير
- حرس الثورة الإسلامية
- زورق ذو الفقار الصاروخي
- قناص شاهر
- معراج (طائرة بدون طيار)
- صاروخ سجيل
- صاروخ شهاب 3
- طربيد والفجر
- صاروخ رضوان الباليستي
- مروحية شاهد 285
- زورق ذو الفقار الصاروخي